# George Frederick Bodley
George Frederick Bodley (ur. 14 marca 1827 w Kingston upon Hull, zm. 21 października 1907 w Water Eaton) – angielski architekt neogotycki. Twórca głównie obiektów sakralnych.